# Středisko pro pomoc studentům se specifickými nároky
Středisko pro pomoc studentům se specifickými nároky (také středisko Teiresiás, svým názvem odkazující na bájného řeckého slepého věštce) je celouniverzitní účelové zařízení Masarykovy univerzity, které zpřístupňuje studium na univerzitě studentům se zrakovým, sluchovým, pohybovým, případně i jiným zdravotním postižením. Založeno bylo roku 2000 ještě jako Středisko pro pomoc nevidomým a slabozrakým studentům a už od té doby je jeho ředitelem PhDr. Petr Peňáz. Do roku 2014 sídlilo na Šumavské ulici, poté se přestěhovalo na Komenského náměstí do bývalé budovy lékařské fakulty.

## Historie
Projekt založení střediska vznikl již v devadesátých letech 20. století. Na počátku bylo zaměřeno jen na studenty se zrakovým handicapem na Fakultě informatiky a Filozofické fakultě. V roce 2000 se středisko stalo celouniverzitním pracovištěm s označením Středisko pro pomoc nevidomým a slabozrakým studentům.
V roce 2003 se Masarykova univerzita v rámci projektu zaměřila také na studenty se sluchovým handicapem a středisko získalo svůj současný název Středisko pro pomoc studentům se specifickými nároky. V dalších letech se služby střediska dále rozšířily i na studenty s pohybovým handicapem, s chronickým onemocněním či psychickými obtížemi.

## Činnost
Středisko se skládá z ředitelství, oddělení řádného studia, celoživotního vzdělávání, speciální informatiky, znakového tlumočnictví, pohybově postižených a knihovní a vydavatelské oddělení. Tato oddělení zajišťují širokou škálu služeb pro zdravotně postižené studenty, od agendy přijímacího řízení, registrací a zápisů, přes organizaci studia, ubytování a stravování, až k zajišťování speciálních výukových kurzů, konzultace a dispečink asistentských a tlumočnických služeb. Středisko provozuje zvláštní učebny a studovny pro zrakově postižené a zpřístupňuje jim univerzitní knihovny. Stará se také o odstraňování architektonických bariér pro pohybově handicapované. Knihovní a vydavatelské oddělení mj. zajišťuje studijní literaturu v Braillově písmu a pro potřeby postižených vytváří zvláštní druh multimediálních dokumentů, tzv. hybridní knihu.
Služby střediska jsou určeny především studentům Masarykovy univerzity, a to s postižením smyslovým, zrakovým, sluchovým, pohybovým, se specifickými poruchami učení, s psychickými obtížemi a s chronickým onemocněním. Služby jsou dále poskytovány vyučujícím a zaměstnancům Masarykovy univerzity, neakademické veřejnosti a akademickým i neakademickým institucím.
Obsahově jsou služby zaměřeny na poradenství a metodické vedení souvisejícím s uvážlivým výběrem předmětů s ohledem na studentovo postižení. Poradenská a metodická činnost je také poskytována středoškolským studentům a vyučujícím. Středisko dále provozuje výzkumné pracoviště s vývojem vlastních technologických řešení, braillské vydavatelství a celostátní digitální vysokoškolskou knihovnu, tlumočnické a přepisovatelské centrum či dispečink osobních asistencí.

### Sportovní aktivity
Středisko Teiresiás pomáhá studentům se specifickými nároky také v oblasti sportu. Středisko je zodpovědné za zpřístupnění výuky tělesné výchovy studentům Masarykovy univerzity se smyslovým či pohybovým postižením. V rámci střediska jsou také organizovány letní a zimní výcvikové kurzy. Teiresiás se snaží zajistit studentům pomoc v oblasti sportu i v širší rovině. Jako příklad lze uvést zprostředkování spolulezce pro nevidomou horolezkyni či podpora futsalového týmu pro nevidomé. Tento tým pravidelně pořádá turnaj Bučovice Blind Football Cup, kde může změřit své síly s týmy z Brazílie, Kolumbie, Španělska či Velké Británie. Během hry musí být absolutní ticho, protože hráči se orientují dle zvuků, které slyší. Díky tichu jsou hráči schopni vnímat blížícího se soupeře či přibližující se míč. Míč je ozvučený. Futsalový tým Avoy MU Brno funguje při Masarykově univerzitě od září roku 2008.

### Výzkum
Díky společnému výzkumu střediska Teiresiás na Masarykově univerzitě, střediska ELSA na Českém vysokém učení technickém a společnosti Seznam.cz mají dostali nevidomí lidé možnost využívat mapy umístěné na webovém portálu Mapy.cz. V inovativním projektu jsou běžné mapy automaticky upravovány takovým způsobem, aby po vytištění na mikrokapslový papír byly čitelné hmatem. Vyvinutá technologie zjednodušila proces výroby hmatových map, zkrátila jeho trvání na jednotky minut a odstranila z něj dříve nutný velký podíl ruční práce. Inovace představuje usnadnění nejen pro výrobce map, ale i pro jejich uživatele.
Středisko Teiresiás rovněž vyvinulo novou generaci hybridní knihy, jež zpřístupňuje skripta a učební texty v psané, zvukové i obrazové podobě studentům se smyslovým postižením. Teiresiás zároveň pracuje i na systému Polygraf, jehož cílem je pomocí přepisu zpřístupnit přednášky sluchově postiženým.